# Frīdrihs Jānis Baumanis
Frīdrihs Jānis Baumanis (Riga, 23 maggio 1834 – Riga, 19 marzo 1891) è stato un architetto lettone.

## Biografia
Ha iniziato la sua carriera come falegname, e grazie all'aiuto dell'architetto Ludvig Bohnstedt, di San Pietroburgo, può studiare all'Accademia di architettura di Berlino (1860–1862) e all'Accademia russa di belle arti (1862–1865). Ha esercitato per un certo tempo a Vidzeme prima di trasferirsi a Riga, dove ha progettato oltre 150 edifici pubblici nel corso della seconda metà del XIX secolo, soprattutto di stile eclettico.
Primo architetto lettone professionale con formazione accademica, Baumanis ha occupato un ruolo di primo piano nella vita culturale lettone: nel 1862 ha contribuito a stabilire la prima Associazione di architettura russa (Obshchestvo arkhitektorov) in San Pietroburgo. Nel 1879 ha partecipato alla creazione della Società di architetti di Riga (Rigaer Architekten Verein), oltre a contribuire a stabilire la Riga Lettonia Society (Rigas Latviesu biedriba) nel 1868 di cui è stato presidente tra 1872 e 1875.
La sua attività professionale è principalmente connessa a Riga ed i suoi viali dopo la rimozione delle fortificazioni della città nel 1857-1863. Tra i suoi edifici pubblici i più degni di nota sono il Gymnasium di Alessandro, oggi Accademia di musica, (1870–1875), il Riga circus (1889), il Palazzo della Corte regionale (1888) e la Banca di Stato (1877). Baumanis ha anche progettato
17 chiese ortodosse nella regione di Livonia durante gli anni 1870.

## Galleria d'immagini

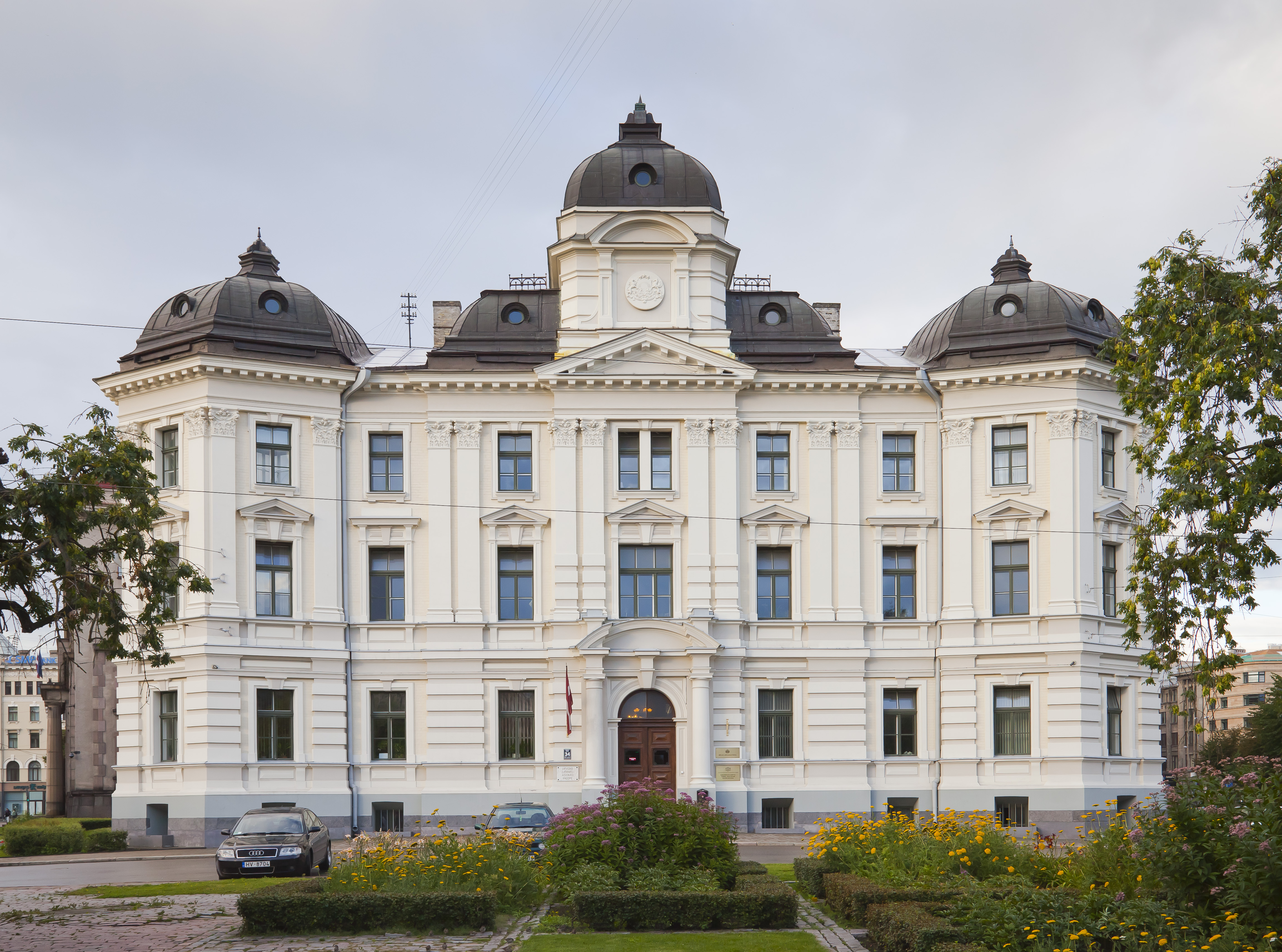
Palazzo della Corte regionale
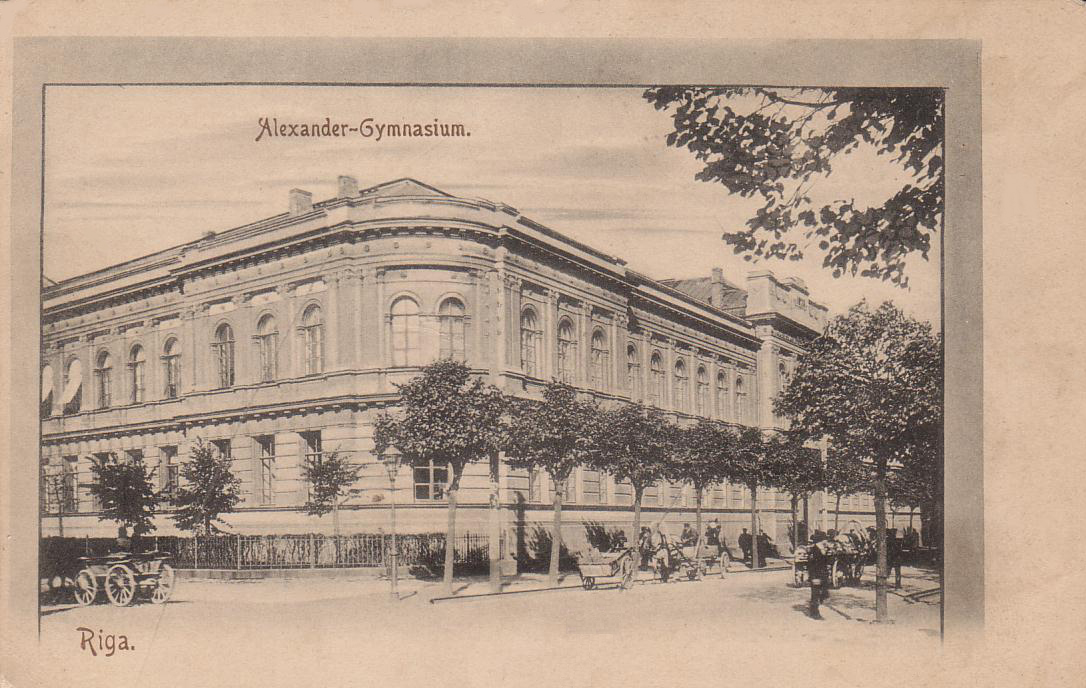
Gymnasium di Alessandro (oggi Accademia di musica)
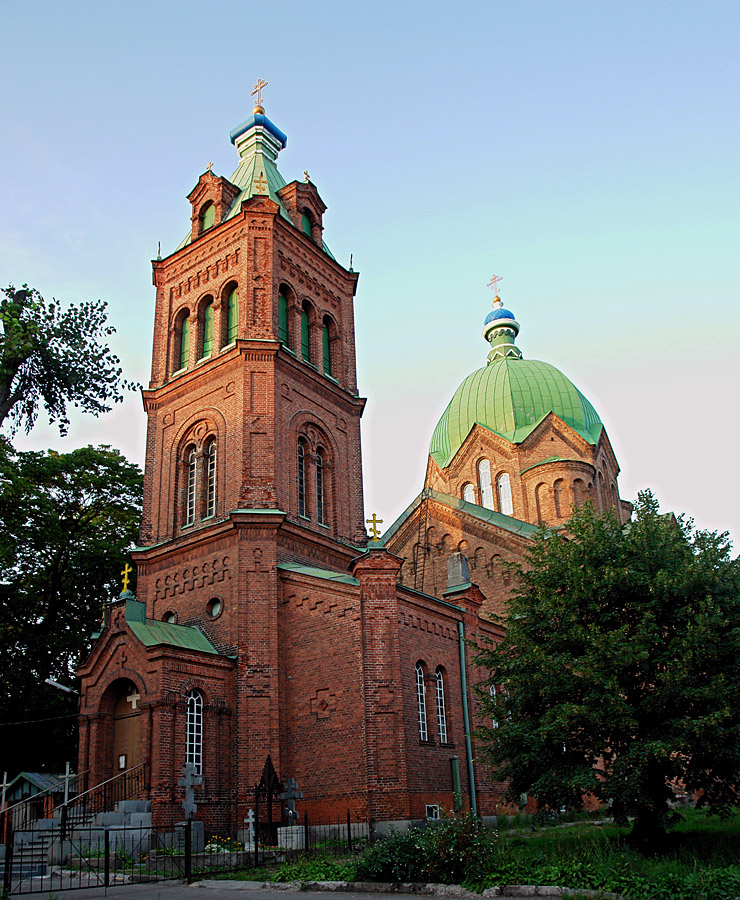
La chiesa di Ognissanti
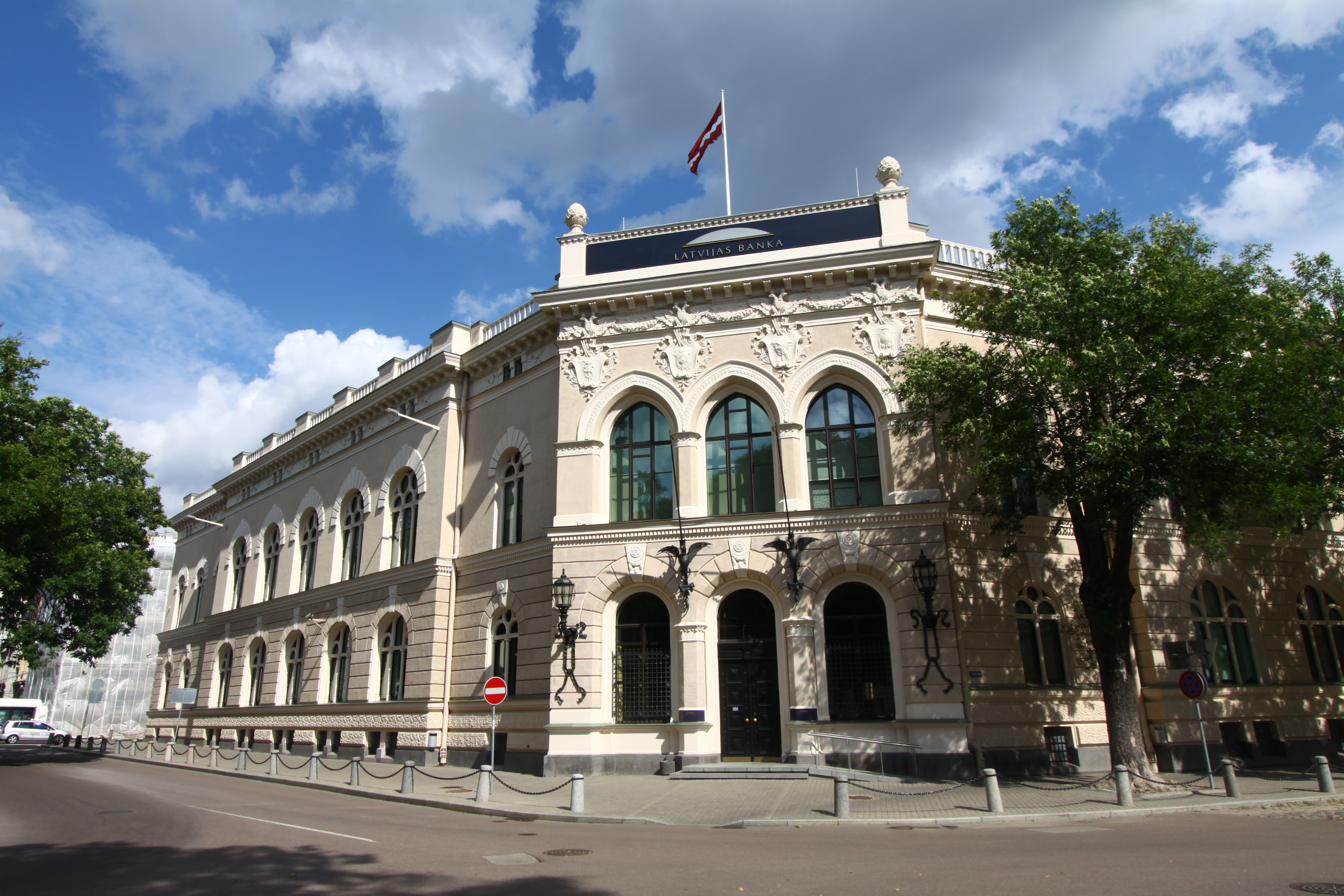
Banca centrale lettone